# A costa dos murmúrios
A costa dos murmúrios es una película del año 2004.

## Sinopsis
A finales de los años 60, los portugueses hacen su última guerra colonial sin salida en Mozambique. Evita, una guapa y joven portuguesa, impulsiva, llega a Mozambique para casarse con Luis, un soldado del ejército colonial. Evita se da cuenta enseguida de que Luis ya no es el estudiante de matemáticas rebelde y ambicioso que conoció en Lisboa. Ha perdido su inocencia. Cuando Luis tiene que irse a la guerra, Evita se queda sola. Paseando por la ciudad, descubre un nuevo modo de vida y muestra una libertad inhabitual para la época.

## Premios
- IIWFF – Indian International Women Film Festival 2006
- Caminhos Do Cinema Português 2005, Portugal
- Cineportbrasil – Prizes Andorinha 2005
- Imargens – Fest. Int. Cinema E Video Dos Países De Língua Portuguesa, 2005
- 53. Mannheim Heidelberg Int. Film Festival 2004